# 2019年北京世界園藝博覽會開幕式
2019年北京世界園藝博覽會開幕式是2019年北京世界園藝博覽會的开幕庆典活动，于2019年4月28日在中華人民共和國北京市延庆区北京世界園藝博覽會演藝中心會址举行。是屆世界園藝博覽會將於開幕式後的一天——2019年4月29日正式對公眾開放。
中共中央总书记、国家主席习近平出席开幕式并发表题为《共谋绿色生活，共建美丽家园》的讲话。10余位外方领导人出席开幕式。

## 节目流程
開幕式的節目流程於正式開幕前並沒有把內容悉數向公眾公佈，而北京市人民政府於2019年4月18日公示，開幕式進行期間，將燃放煙花。

## 將參加開幕式的外國領導人
- 尼泊尔总统班達 [6]
- 捷克总统米洛什·泽曼
- 总统伊斯梅尔·奥马尔·盖莱
- 总统热恩别科夫
- 总统拉赫蒙
- 柬埔寨首相洪森
- 緬甸国务资政昂山素季
- 巴基斯坦总理伊姆兰·汗
- 新加坡总理李显龙
- 日本總理大臣特别代表、自民黨幹事長二階俊博[4]